# Crise politique de 2022 au Sri Lanka
La crise politique de 2022 au Sri Lanka, aussi surnommée révolution srilankaise ou Aragalaya (« lutte »), est une série de manifestations ayant eu lieu de mars à juillet 2022 au Sri Lanka qui ont abouti à la démission du président Gotabaya Rajapaksa et de son gouvernement (en). Le gouvernement a été critiqué pour sa mauvaise gestion de l'économie, la crise économique qui s'est ensuivie et l'inflation sévère, les coupures de courant quotidiennes pouvant durer jusqu'à 10 heures et les pénuries de carburant et d'autres articles essentiels. La principale demande des manifestants est que le gouvernement dirigé par la famille Rajapaksa démissionne immédiatement, ouvrant la voie à un tout nouvel ensemble de dirigeants démocrates qualifiés. Malgré l'implication de plusieurs partis d'opposition, la plupart des manifestants se considèrent comme apolitiques, et certains ont même exprimé leur mécontentement vis-à-vis de l'opposition parlementaire actuelle. Pendant les protestations, les manifestants scandaient couramment des slogans tels que "Go Home Gota" et "Go Home Rajapaksas",. Les manifestations ont été principalement organisées par le grand public, notamment des enseignants, des étudiants, des médecins, des infirmières, des professionnels de l'informatique, des agriculteurs, des avocats, des militants sociaux, des sportifs, des ingénieurs et des policiers sans affiliation politique directe,. La jeunesse du Sri Lanka a joué un rôle majeur dans la réalisation des manifestations à Galle Face Green, chantant aux Rajapaksas, "vous avez joué avec la mauvaise génération" et "ne jouez pas avec notre avenir",,,.
Les manifestants ont ciblé des membres de la famille Rajapaksa et des politiciens du gouvernement. Le gouvernement a réagi par des actions autoritaires, telles que la déclaration de l'état d'urgence, permettant à l'armée d'arrêter des civils, imposant des couvre-feux, restreignant les médias sociaux tels que Facebook, Twitter, WhatsApp, Instagram, Viber et YouTube, agressant des manifestants et des journalistes, et l'arrestation d'activistes en ligne. Le gouvernement a également violé la loi et la constitution en tentant de réprimer les manifestations,,. Ces mesures n'ont fait qu'accroître l'impopularité du gouvernement, et la diaspora sri-lankaise (en) a également entamé des manifestations contre la suppression des droits humains fondamentaux,. Le blocage des médias sociaux ne s'est retourné contre le gouvernement qu'en raison de l'utilisation de VPN par les sri lankais pour échapper au blocage des réseaux sociaux. Des hashtags tels que #GoHomeRajapaksas et #GoHomeGota sont devenus populaires dans des pays comme les États-Unis, Singapour et l'Allemagne. Le blocage a été levé le même jour. La Commission des droits de l'homme du Sri Lanka a condamné la mesure et a convoqué les responsables du blocage et de l'abus des manifestants,.
Le 3 avril, les 26 membres du second gouvernement Gotabaya Rajapaksa (en) ont démissionné en masse, à l'exception du Premier ministre Mahinda Rajapaksa. Les critiques ont déclaré que la démission n'était pas valide car ils n'avaient pas suivi le protocole constitutionnel et l'ont donc considérée comme une "imposture",,. Plusieurs des ministres qui "ont démissionné" ont été réintégrés dans différents ministères le jour suivant. Le whip en chef du gouvernement (en), Johnston Fernando (en), a insisté sur le fait que le président Gotabaya Rajapaksa ne démissionnerait en aucune circonstance malgré les appels généralisés des manifestants, de l'opposition et du grand public.
Les manifestations ont remporté un succès considérable, notamment la destitution de fonctionnaires et de ministres, dont des membres de la famille Rajapaksa et leurs proches collaborateurs, et la nomination de fonctionnaires plus qualifiés et plus expérimentés, notamment la création du Groupe consultatif sur l'engagement multilatéral et la viabilité de la dette.
En juillet 2022, des manifestants ont occupé la maison du président à Colombo, provoquant la fuite de Rajapaksa et l'annonce par le Premier ministre Ranil Wickremesinghe de sa propre volonté de démissionner. Environ une semaine plus tard, le Parlement a élu Wickremesinghe comme président le 20 juillet.
Ces derniers sont mis en cause pour leur mauvaise gestion de la crise économique que traverse le pays en raison de la chute du tourisme dans le contexte de la pandémie de Covid-19, des attentats jihadiste d'avril 2019 et de la diminution des transferts de revenus de la diaspora, qui ont asséché les caisses de l'État et fait exploser la dette publique[réf. souhaitée]. Les difficultés à importer, en raison du manque de devises étrangères, provoquent, début 2022, un contexte de pénurie généralisé concernant aussi bien la nourriture, le carburant, les médicaments que des coupures d’électricité, et d’une inflation record. Cette crise aboutit finalement à la démission du président du pays.

## Contexte

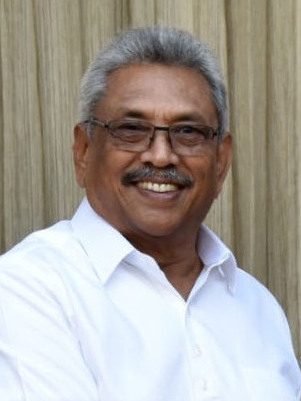
Le président sri-lankais Gotabaya Rajapaksa.

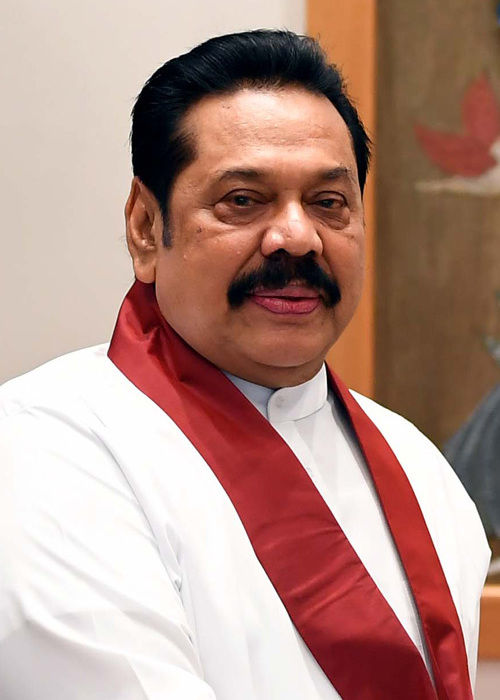
L'ancien premier ministre sri-lankais Mahinda Rajapaksa.

Depuis 2010, le Sri Lanka a connu une forte augmentation de la dette extérieure, atteignant 42,6 % du PIB du pays en 2019. Le début de la récession mondiale induite par la pandémie de Covid-19 a accéléré la crise et en 2021, la dette extérieure a augmenté à 101% du PIB de la nation, provoquant une crise économique. Le gouvernement sortant du Sri Lanka dirigé par le président Gotabaya Rajapaksa a commis des erreurs de politique en cascade continues entraînant une grave crise économique pour le Sri Lanka. Celles-ci comprenaient d'importantes réductions d'impôts qui ont affecté les politiques budgétaires et la réduction des recettes publiques, intensifiant le déficit budgétaire ainsi que l'inflation. Pour couvrir les dépenses publiques, la Banque centrale a commencé à imprimer de l'argent en quantités record, ignorant les conseils du Fonds monétaire international (FMI) d'arrêter de le faire et d'augmenter à la place les taux d'intérêt et les impôts tout en réduisant les dépenses, ainsi qu'un autre avertissement du FMI selon lequel la poursuite de l'impression monétaire conduirait à une implosion économique. En avril 2021, le président Gotabaya Rajapaksa a annoncé que le Sri Lanka n'autoriserait que l'agriculture biologique, interdisant totalement les engrais agrochimiques. La baisse de la production de thé due à la seule interdiction des engrais a entraîné des pertes économiques d'environ 425 millions de dollars. L'interdiction a également contribué à une baisse de 20 % de la production de riz au cours des six premiers mois. En conséquence, le Sri Lanka est passé d'une production de riz autosuffisante à l'obligation d'importer du riz pour un coût de 450 millions de dollars. Des allégations selon lesquelles le Sri Lanka fait partie d'un piège de la dette chinoise ont été faites car la Chine était la principale source de prêts pour de nombreux mégaprojets dont la viabilité a été remise en question, mais l'existence d'un piège de la dette a été contestée,.
Avec les frères Basil Rajapaksa (en) comme ministre des Finances et Mahinda Rajapaksa comme Premier ministre, le sentiment de népotisme et de mauvaise gestion s'est approfondi parmi les critiques. Alors que des membres de la famille Rajapaksa ont été accusés de corruption au niveau local, les autorités n'ont pas réussi à prouver ces accusations devant les tribunaux. En 2021, le Consortium international des journalistes d'investigation a publié les Pandora Papers, qui comprenaient Nirupama Rajapaksa (en) qui avait utilisé des sociétés écrans offshore et des fiducies pour cacher secrètement la richesse de la famille dans le monde entier. En 2022, alors que les protestations commençaient à grandir au Sri Lanka, Jaliya Chitran Wickramasuriya (en), cousine des frères Rajapaksa, a plaidé coupable devant la cour de district américain pour avoir fraudé 332 027 $ du gouvernement sri-lankais lors de l'achat d'un nouveau bâtiment d'ambassade en 2013,. Les partisans et alliés du gouvernement ont également commencé à blâmer la crise économique sur Basil Rajapaksa qui a acquis la réputation de "M. Ten Percent" en raison de sa commission présumée de contrats gouvernementaux,. De plus, en dépit d'être le ministre des finances, il n'a pas assisté à des sessions de parlement pendant la crise économique. Udaya Gammanpila (en), le chef de Pivithuru Hela Urumaya, aligné sur le gouvernement, a affirmé que le parti n'avait aucune intention de réélire un Rajapaksa, le décrivant comme la fin du népotisme qui a tourmenté la politique sri-lankaise.

## Chronologie

### Mars
Les premières manifestations ont commencé début mars avec des veillées aux chandelles auxquelles ont participé environ six personnes chacune. Celles-ci se sont propagées dans tout le pays avec de plus en plus de personnes participant aux manifestations. Alors que les manifestations commençaient à se multiplier, les députés du gouvernement ont refusé de les reconnaître, provoquant une croissance rapide des manifestations non organisées et non partisanes, où des centaines de citoyens se rassemblaient après le travail pour protester.
Le 16 mars, des dizaines de milliers de partisans du plus grand parti d'opposition, le Samagi Jana Balawegaya (SJB) dirigé par Sajith Premadasa, ont organisé des manifestations devant le bureau du président, exigeant sa démission. Le 30 mars, le fils de Mahinda Rajapaksa, Namal Rajapaksa, est arrivé pour la cérémonie d'ouverture d'un terrain de sport à Bandarawela (en). Pendant ce temps, les habitants ont bloqué la route et ont exigé du carburant. Cela a conduit Rajapaksa à éviter la zone et le maire a ouvert le terrain à sa place.
À la fin du mois de mars, les manifestants tentent de prendre d’assaut la résidence du président Gotabaya Rajapaksa, à Colombo, en scandant des slogans exigeant sa démission. En réaction, ce dernier impose l’état d’urgence vendredi 1er avril, comportant un couvre-feu de 36 heures et une mobilisation de l'armée pour rétablir l'ordre sur le territoire. Dimanche 3 avril au soir, vingt-six ministres, soit la quasi-totalité du gouvernement sri-lankais à l'exception du Premier ministre, présentent leur démission. Dans la foulée, le gouverneur de la banque centrale Ajith Cabraal, qui avait refusé de demander un renflouement au Fonds monétaire international, annonce sa démission.
Le lendemain, le président invite les partis d'opposition à se joindre à un gouvernement d’union, mais leurs principaux cadres rejettent toute coalition au sein d'un gouvernement dirigé par le « clan » Rajapaksa. Quatre des ministres sortants sont toutefois réintégrés, dont trois à leur ancien poste, les autres postes étant laissés vacants par le président en attendant de pouvoir constituer un gouvernement d'union nationale avec l'opposition. Pour les analystes politiques, cette offre n'est pas suffisante pour résoudre la crise économique ni restaurer la confiance dans l'administration Rajapaksa dont le peuple exige la démission.
Le jeudi 31 mars, des centaines de manifestants ont organisé une manifestation à Pangiriwatte Road, à Mirihana, où se trouve la résidence privée du président. Des centaines de manifestants ont pris d'assaut le domicile du président jeudi soir, exigeant sa démission. La manifestation a d'abord été spontanée et pacifique jusqu'à ce que la police attaque les manifestants avec des gaz lacrymogènes et des canons à eau. Les manifestants ont ensuite incendié deux bus militaires et une jeep de la police, jeté des pierres sur des officiers et bloqué l'autoroute principale de Colombo en brûlant des pneus. Le couvre-feu, imposé jeudi soir, a été levé vendredi matin, mais la présence policière et militaire dans la ville s'est accrue,,,. Les forces de sécurité ont utilisé des gaz lacrymogènes et des canons à eau pour disperser la foule. Près de 50 personnes, dont des journalistes, ont été blessées et hospitalisées, tandis que 45 personnes ont été arrêtées. La manifestation a été diffusée en direct par une chaîne de télévision privée (en), mais a ensuite été arrêtée en raison de ce que les journalistes ont qualifié de pression du gouvernement.
Un jour plus tard, plus de 300 avocats se sont présentés gratuitement à la police de Mirihana pour représenter les manifestants arrêtés. Des sources officielles ont déclaré que Rajapaksa n'était pas présent dans la maison pendant la manifestation. Un communiqué du bureau du président a déclaré: "Les manifestations de jeudi soir sont dirigées par des forces extrémistes qui invitent le printemps arabe à déstabiliser le pays". Le SJB a accusé le gouvernement d'avoir envoyé des loyalistes pour infiltrer et saboter les manifestations en incendiant des véhicules et en déclenchant des actes de violence et a noté que les vidéos des manifestations ne montrent pas les manifestants armés comme le prétend le gouvernement.

### Avril
Le 1er avril, Shasheendra Rajapaksa (en), neveu de l'ancien président Mahinda Rajapaksa, a été contraint d'éviter une cérémonie à Wallawaya en raison de manifestants brandissant des drapeaux noirs. Chamara Sampath Dassanayake (en) a assisté à la cérémonie à sa place mais a dû changer de véhicule et s'enfuir car les manifestants lui ont jeté des œufs,. Le même jour, le Samagi Vanitha Balawegaya dirigé par le politicien et parlementaire SJB Hirunika Premachandra (en) a organisé une marche de Point Pedro à Jaffna contre les difficultés économiques auxquelles est confronté le public. Pendant les manifestations, Hirunika aurait été impliqué dans un échange houleux avec le militant politique Arun Siddharth. La situation dans la région est ensuite devenue tendue, les policiers parvenant à intervenir.
La conférence des évêques catholiques du Sri Lanka (en) a demandé aux dirigeants politiques d'empêcher le pays de devenir un État en faillite, tandis que Gnanartha Pradeepaya, un hebdomadaire catholique, a imputé la situation à la corruption qui a obligé le pays à emprunter pour acheter des articles essentiels. Le cardinal Malcolm Ranjith a blâmé la situation sur les dirigeants politiques et "nous les citoyens qui nous sommes laissés utiliser par des intérêts politiques et culturels acquis dans le choix des personnes à qui nous avons confié le pays et son destin pendant toutes ces années". Le cardinal a également condamné les classifications du gouvernement des manifestants comme "extrémistes" et "terroristes" comme n'étant pas empathiques à la douleur et à la peur du peuple.

#### Déclaration de l'état d'urgence
Le 2 avril, le président Gotabaya Rajapaksa a déclaré une urgence publique nationale. Cependant, les protestations ont persisté lorsque des chauffeurs de bus privés à Anuradhapura, des charpentiers à Moratuwa et des pêcheurs à Galle se sont joints aux manifestations. Un couvre-feu de 36 heures à l'échelle de l'île a été imposé à partir de 18 h 0 le même jour jusqu'à 6 h 0 le 4 avril. Le mouvement visait à empêcher ou au moins à réduire de nouvelles manifestations,. L'annonce soudaine d'un couvre-feu a entraîné des achats de panique, créant de longues files de personnes à l'extérieur des supermarchés et des pharmacies qui ont commencé à scander des slogans antigouvernementaux. Certains venus travailler de régions éloignées n'ont pas pu rentrer chez eux, forçant certains à dormir dans la rue,. Des célébrités se sont également jointes à la condamnation du gouvernement, Roshan Mahanama (en) accusant des "dirigeants incompétents avides de pouvoir" de créer une dépression économique. Des joueurs de cricket sri-lankais, dont Kumar Sangakkara, Mahela Jayawardene, Sanath Jayasuriya, Arjuna Ranatunga (en), Bhanuka Rajapaksa (en), Wanindu Hasaranga (en), Dimuth Karunaratne (en), Angelo Mathews (en), Muttiah Muralitharan, Rangana Herath (en), Dhammika Prasad (en) et Marvan Atapattu (en) ont également utilisé les médias sociaux et les forums pour faire entendre leur voix et leurs préoccupations en défendant les droits du public pendant la crise,,. Sanath Jayasuriya, Roshan Mahanama et Marvan Atapattu sont descendus dans les rues et ont protesté contre le gouvernement en tenant des pancartes. Hirunika Premachandra a conduit un groupe de femmes dans une marche vers la résidence de la diseuse de bonne aventure populaire "Gnana Akka (en)" à Anuradhapura. Hirunika et les autres femmes ont protesté devant le sanctuaire de Gnanakka, mais la police les a empêchées d'y entrer,.
Thisara Anuruddha Bandara, l'activiste des médias sociaux largement connu pour avoir lancé la campagne de hashtag #GoHomeGota, a été arrêté par la police le 2 avril et placé en garde à vue à Modara avant d'être traduit devant un tribunal. Il aaurait été arrêté en vertu de l'article 120 du Code pénal,. Une émeute a éclaté devant la résidence de Saman Lal Fernando, le maire de Moratuwa, une banlieue de Colombo qui se trouve sous la province administrative de Sri Lanka. Des manifestants en colère ont jeté des pierres sur la résidence de Fernando, exigeant de l'électricité.

#### Blocages des médias sociaux
Le 3 avril, la Commission de réglementation des télécommunications (TRC) a annoncé que les fournisseurs de services avaient bloqué les plateformes de médias sociaux telles que Facebook, WhatsApp, Instagram, Twitter et YouTube en raison d'une demande du ministère de la Défense (en). Oshada Senanayake, le président de l'Agence des technologies de l'information et de la communication du Sri Lanka (en), a présenté sa démission au milieu du blocage des médias sociaux, déclarant qu'il respectait sa philosophie et ses principes. La Commission des services publics de Sri Lanka (en) (PUCSL) a demandé que la TRC et les fournisseurs de services rétablissent immédiatement toutes les plateformes de médias sociaux car ils ne sont pas en mesure d'informer les consommateurs des coupures de courant imminentes car l'électricité a été déclarée service essentiel. Le blocage des médias sociaux a pris fin 15 heures après avoir commencé.
De multiples manifestations en violation du couvre-feu ont été signalées. Sajith Premadasa, Sarath Fonseka et Patali Champika Ranawaka (en) ont mené une manifestation affiliée au SJB à Colombo où ils ont été bloqués par la police. Une manifestation des étudiants de l'Université de Peradeniya à Kandy s'est dispersée après que la police a utilisé des canons à eau et des gaz lacrymogènes.

#### Démission du gouvernement
Le 3 avril, plusieurs ministres du gouvernement Rajapaksa ont présenté leur démission. Parmi ceux ayant démissionné figurait Namal Rajapaksa, qui avait critiqué le blocage des médias sociaux. Deux ministres de la famille Rajapaksa, Chamal Rajapaksa (en) et Basil Rajapaksa, ont également démissionné. Le président devait annoncer le nouveau gouvernement le lendemain.
Cependant, l'opposition a noté que l'article 47(2)(a) de la Constitution exige que les démissions soient soumises au président, alors que les démissions, dans ce cas, ont plutôt été soumises au Premier ministre. L'opposition a également nié qu'elle rejoindrait un gouvernement intérimaire, car il n'était pas pratique de rejoindre un gouvernement sous le président Rajapaksa sans que la majorité parlementaire n'ait besoin d'adopter des réformes économiques substantielles. Malgré cela, le 4 avril, le président Rajapaksa a remanié les portefeuilles ministériels en assermentant Ali Sabry (en) comme ministre des Finances, G. L. Peiris (en) comme ministre des Affaires étrangères, Dinesh Gunawardena comme ministre de l'Éducation et Johnston Fernando comme ministre des Autoroutes. Les protestations se sont poursuivies le 4 avril, dont une sur la route principale Tangalle-Kataragama (en) près de la maison Carlton à Tangalle, la résidence de la famille Rajapaksa. Le président Rajapaksa a invité l'opposition à se joindre à son gouvernement d'unité proposé pour trouver une solution à la crise.
Le gouverneur de la Banque centrale du Sri Lanka, Ajith Nivard Cabraal (en), a également démissionné en raison de la colère croissante du public,.
La prestation de serment des mêmes ministres de l'ancien cabinet a provoqué une intensification des manifestations, conduisant les manifestants à encercler les maisons de députés du gouvernement tels que Keheliya Rambukwella (en), Gamini Lokuge (en), Ramesh Pathirana (en), Kanchana Wijesekera (en), Roshan Ranasinghe (en), Nimal Lanza (en) et Janaka Bandara Tennakoon (en). Les manifestants ont encerclé le bureau de Douglas Devananda (en) à Jaffna alors qu'il se trouvait dans le bâtiment. Bien que la police ait tiré des gaz lacrymogènes pour disperser les manifestants, certains ont réussi à prendre d'assaut et à vandaliser la résidence de Roshan Ranasinghe,,. Les manifestants ont également commencé à exiger l'arrestation des Rajapaksas et la récupération des richesses volées.
Dans un entretien téléphonique avec News First (en), l'ancien vice-gouverneur de la Banque centrale Nandalal Weerasinghe (en) a révélé que Gotabaya Rajapaksa lui avait proposé le poste de gouverneur de la Banque centrale du Sri Lanka et a admis avoir accepté le poste,. Il a repris ses fonctions de gouverneur le 7 avril.
Le clergé catholique dirigé par le cardinal Malcolm Ranjith a protesté contre le gouvernement depuis la maison de l'archevêque à Colombo, tandis que le clergé bouddhiste de l'université Bhiksu du Sri Lanka a protesté à Anuradhapura. Le personnel hospitalier de l'hôpital universitaire de Kalubowila a également protesté contre le gouvernement.

#### Reconvocation du Parlement
Le 5 avril, le parlement s'est réuni pour la première fois depuis le début de l'état d'urgence et devait discuter de la situation actuelle. Le gouvernement SLPP au pouvoir a commencé à perdre le soutien de ses principaux alliés : 9 députés du Sri Lanka Podujana Peramuna (SLPP) ont décidé de quitter le gouvernement et de travailler en tant que personnalités indépendantes, tandis que le Parti de la liberté du Sri Lanka (SLFP), le Ceylon Workers' Congress (CWC) et le All Ceylon Makkal Congress (en) (ACMC) ont quitté le gouvernement et sont passés à l'opposition,,. Un grand nombre de manifestants se sont rassemblés devant le Parlement, exigeant que l'ensemble du cabinet démissionne et scandant les slogans "Gota Go Home" et "Go Home Rajapaksas". Au cours de la manifestation, en face du Parlement, six hommes armés et masqués en tenue militaire qui se sont révélés plus tard appartenir à l'armée sont arrivés à moto sans plaque d'immatriculation. Cependant, les policiers les ont arrêtés et interrogés, prenant les clés des motos. Le chef d'état-major de la défense et commandant de l'armée, le général Shavendra Silva (en), a qualifié les actions de la police de "comportement contraire à l'éthique et mal élevé".
Le 5 avril, l'Association des médecins du gouvernement (en) et les médecins du gouvernement ont organisé des manifestations contre le gouvernement, et l'Association des médecins du gouvernement a déclaré une urgence sanitaire nationale en raison de l'approvisionnement limité en médicaments essentiels,.
Le 5 avril, le nouveau ministre des finances Ali Sabry présente à son tour sa démission, un jour seulement après sa nomination par le président Rajapaksa. Le 7 avril, un nouveau gouverneur de la Banque centrale est nommé, Nandalal Weerasinghe, qui, dans la foulée de sa prise de poste, monte le taux d'emprunt de référence à 14,5 % dans le but de stabiliser la roupie srilankaise, qui a perdu plus de 35 % de sa valeur en un mois. Son prédécesseur, Ajith Cabraal, est visé par une plainte le tenant pour responsable de la crise économique.
Certains jeunes manifestants qui n'ont pas pu recevoir l'autorisation parentale de se joindre aux manifestations de rue ont exprimé leur frustration en vandalisant les articles Wikipédia de politiciens tels qu'Ajith Nivard Cabraal, Basil Rajapaksa et Namal Rajapaksa.
Gotabaya Rajapaksa a levé l'état d'urgence à compter du 5 avril à minuit,.
Le 8 avril, la police a utilisé des gaz lacrymogènes pour disperser un groupe d'étudiants qui avaient manifesté au carrefour de Polduwa à Battaramulla (en). Plusieurs professionnels de l'informatique se sont également rassemblés en grand nombre et ont protesté au rond-point Liberty, près du complexe Liberty Plaza (en) à Colombo. Quelques partisans de Rajapaksa ont organisé des manifestations à Colombo pour soutenir Gotabaya Rajapaksa en scandant le slogan "Nous voulons Gota".
Le 9 avril, des manifestations massives ont eu lieu à Colombo. Les manifestants comprenaient des membres de la communauté LGBT, des syndicats, le clergé bouddhiste et la communauté musulmane. Les étudiants des universités privées et publiques ont également collaboré pour une marche de protestation combinée lorsque les étudiants ont protesté à Nugegoda.
Le 9 avril, des dizaines de milliers de personnes manifestent pacifiquement à Colombo, la capitale économique du pays, en appelant au départ de Gotabaya Rajapaksa. Le patronat sri-lankais, qui avait pourtant soutenu M. Rajapaksa lors de ses campagnes électorales, se joint à ces manifestations, ainsi que les représentants des églises catholiques et anglicanes du pays. Dans un communiqué conjoint, 23 fédérations industrielles, représentant une grande partie du secteur privé sri-lankais, appellent à un changement de gouvernement, estimant que des millions d'emplois sont menacés par la crise. Rohan Masakorala, chef de la puissante association de l'industrie du caoutchouc, déclare que le pays a besoin d'un gouvernement intérimaire d'ici « une semaine au plus tard ». Le cardinal Malcolm Ranjith, le chef des catholiques du pays, prend la tête d'un cortège, et déclare : « Tout le monde doit descendre dans la rue jusqu'à ce que le gouvernement parte. »
Certains utilisateurs sri-lankais des médias sociaux sur Twitter ont appelé l'investisseur milliardaire américain Elon Musk à acheter le Sri Lanka, qui a une dette de 45 milliards de dollars, au lieu d'acheter Twitter pour 43 milliards de dollars, et l'ont exhorté à se renommer Ceylon Musk,.
Plusieurs utilisateurs de médias sociaux sri-lankais sur Reddit et Twitter ont demandé au groupe de hackers Anonymous de diffuser et de révéler la corruption de la famille Rajapaksa et d'autres politiciens. À la demande de plusieurs sri Lankais, le groupe de hackers Anonymous y a répondu en dévoilant sa première vidéo concernant la corruption de Rajapaksa via sa chaîne YouTube officielle The Ghost Squad le 9 avril 2022,.

#### "Occupy Galle Face"
Le 9 avril 2022, les manifestants avaient prévu de grandes manifestations, protestations et rassemblements dans le Galle Face Green contre le gouvernement. Cependant, les autorités ont fermé le Galle Face Green, invoquant l'aménagement du terrain. Malgré cela, des dizaines de milliers de personnes se sont rassemblées en grand nombre et ont rejoint les manifestations à Galle Face pour en faire l'une des plus grandes manifestations de rue au Sri Lanka,,. Même en tenant compte des perturbations causées par les intempéries, les gens ont continué à protester du matin au soir, debout pendant des heures en tenant des pancartes,. Les manifestants ont été confrontés à des pannes d'Internet et à la perte du signal mobile en raison de l'installation d'un brouilleur de téléphone portable au Galle Face, ce qui a rendu difficile pour les manifestants de diffuser des flux en direct sur Facebook et d'envoyer des messages sur les réseaux sociaux. Les manifestations ont eu lieu sous le hashtag #OccupyGalleFace depuis le 9 avril en face du Secrétariat présidentiel, les manifestants ayant pris position pour ne pas quitter Galle Face jusqu'à la démission du président. Les manifestants ont également lancé "Occupy Galle Face" comme slogan pour leurs protestations à Galle Face. Les manifestants tenaient des pancartes qui incluaient les phrases "C'est notre pays, pas votre guichet automatique", "Le pays est à vendre, tu dois échouer", "Rends-nous notre argent volé", "Si tu voles nos rêves, nous ne te laisserons pas dormir", et "Vérifie immédiatement tous les politiciens".
Le 10 avril, les manifestations se sont poursuivies pour la deuxième journée consécutive. Malgré les fortes pluies et les orages, les manifestants ont poursuivi leur manifestation pacifique en disant qu'ils la poursuivraient jusqu'à ce que le président Gotabaya Rajapaksa démissionne de la présidence. Les manifestants ont également rebaptisé la zone de protestation Gotagogama. Le hashtag #GoHomeGota2022 a atteint 1 million de messages sur Facebook et il est en vogue sur Twitter pour la 3e semaine consécutive.
Le 11 avril, les manifestations se sont poursuivies pour le troisième jour. Parallèlement à la manifestation principale dans le Galle Face Green, de nombreuses manifestations ont eu lieu dans toute l'île. Shiraz Shiraz, un rappeur sri-lankais populaire, est décédé des suites d'une crise cardiaque soudaine lors des manifestations qui ont également marqué le premier décès signalé directement lié aux manifestations de Galle Face. Il a été révélé que Shiraz-Rude Bwoy avait interprété l'album intitulé Get Up, Stand Up de Bob Marley pour divertir les manifestants fatigués du Galle Face quelques instants avant de s'effondrer sur le sol,. Il s'est effondré juste après avoir terminé la performance de la chanson et il a été présumé mort alors qu'il était transporté à travers une ambulance à un hôpital voisin.
Le 12 avril, les manifestations se sont poursuivies pour le quatrième jour. Des artistes vétérans, dont Nanda Malini (en), Sunil Ariyaratne (en), Swarna Mallawarachchi (en) et Buddhadasa Galappatti, ont rejoint les manifestations à Galle Face pour soutenir les efforts des jeunes manifestants pour détrôner le gouvernement du pouvoir.
Les manifestants se sont rassemblés en grand nombre pour la sixième journée consécutive et ont célébré le nouvel an cinghalais (puthandu) le 14 avril 2022 à Galle Face près du site de Gotagogama en faisant bouillir du riz au lait, en partageant des sucreries et des tourteaux à l'heure propice,. Les manifestants ont également accueilli le nouvel an en déclenchant des pétards en scandant des phrases telles que "Victoire à la lutte du peuple". Les manifestants ont également lancé des jeux traditionnels Avurudhu tels que frapper des pots dans la région de Gotagogama et ont également chanté des airs de Raban dans le cadre des coutumes et traditions du nouvel an. Le chanteur vétéran Victor Rathnayake (en) s'est également joint aux manifestations du nouvel an pour soutenir les manifestants. Des vétérans militaires, y compris des vétérans handicapés dans la ligne de combat, se sont joints aux manifestants lors des célébrations du nouvel an.
De nombreux manifestants ont boycotté les vacances et les fêtes du nouvel an en se joignant aux protestations et aux manifestations contre le gouvernement,,. Plusieurs manifestants, y compris des nourrissons et des enfants en bas âge, ont été repérés lors des manifestations portant des bandeaux portant des slogans tels que "Go Home Gota", "Gota Go Home".
Les théories du complot se sont également répandues comme le 14 avril 2021, lorsque Sri Lankan Airlines, dans son compte Twitter officiel, a affirmé que le fret sri-lankais était entré dans l'histoire en opérant trois vols charters de fret successifs vers l'aéroport international d'Entebbe en levant plus de 102 tonnes métriques de documents imprimés en février 2021. Les informations sur le type de documents imprimés n'ont pas été révélées par Sri Lankan Airlines en raison de la confidentialité et le transporteur de fret a ensuite supprimé le tweet pour des raisons inconnues. Une clarification de la compagnie aérienne a affirmé que le matériel envoyé en Ouganda ne comprenait que des billets de banque ougandais et, pour des raisons de sécurité avec la frontière avec le Kenya, le gouvernement ougandais préféré obtenir des billets imprimés en shilling ougandais auprès d'un imprimeur de sécurité mondial,. La filiale Biyagama (en) de la société De La Rue est responsable de l'impression des billets de banque à destination des pays, dont l'Ouganda. Sri Lankan Airlines a insisté sur le fait que l'envoi était de nature purement commerciale et apportait des revenus en devises indispensables à la compagnie aérienne ainsi qu'au pays. Mahinda Rajapaksa aurait entretenu des liens étroits avec l'Ouganda, en particulier lors de son deuxième mandat de président de 2010 à 2015. Mahinda Rajapaksa s'est également lié d'amitié avec le haut-commissaire sri-lankais en Ouganda, Velupillai Kananathan, lors du premier voyage présidentiel officiel du premier en Ouganda en 2014,,. L'Ouganda a été marqué pour une éventuelle mise sur liste noire par les systèmes financiers internationaux pour ne pas avoir respecté les lois anti-blanchiment d'argent et pour s'être continuellement engagé dans divers crimes financiers,. La nouvelle que l'Ouganda allait être mis sur liste noire en raison du blanchiment d'argent est devenu viral au Sri Lanka parmi les manifestants et les utilisateurs des médias sociaux avec des spéculations selon lesquelles des membres de la famille Rajapaksa et des politiciens influents au sein du gouvernement auraient éventuellement transféré des richesses mal acquises en Ouganda sur des vols de fret via le vol Sri Lankan Airlines.
Un policier attaché au poste de police de Kuttigala qui s'est joint aux manifestations de Galle Face le 14 avril en uniforme de police a été placé en garde à vue et interrogé par l'unité spéciale d'enquête de la police. Le lendemain, il a été libéré sous caution par le tribunal de première instance de Fort car plusieurs avocats étaient présents au nom du sergent de police lorsqu'il a été présenté devant les tribunaux.
Le 15 avril 2022, l'ancien joueur de cricket sri-lankais Dhammika Prasad a entamé une grève de la faim pendant 24 heures pour exhorter les dirigeants du Sri Lanka à rendre justice aux victimes de l'attaque du dimanche de Pâques et a demandé instamment que des mesures immédiates soient prises pour alléger le fardeau de la crise économique sur la population,. Les anciens joueurs de cricket sri-lankais Arjuna Ranatunga et Sidath Wettimuny (en) ont rejoint les manifestations de Galle Face en particulier pour soutenir Dhammika Prasad qui s'est engagé à faire une grève de la faim pendant une journée. Sanath Jayasuriya s'est également présenté aux manifestations contre Gotabaya Rajapaksa. Le hashtag de la campagne #GoHomeGota2022 a atteint 3 millions de messages le 15 avril, trois jours après avoir dépassé les 2 millions de messages. Un groupe d'indigènes Vedda a également rejoint les manifestations de Galle Face le 15 avril 2022.
Le 17 avril 2022, les manifestations se sont poursuivies à Galle Face pour la neuvième journée consécutive alors que les manifestants chantaient également l'hymne national du Sri Lanka en cinghalais et en tamoul, pour montrer la solidarité et l'unité entre les différentes personnes de la société multiculturelle du Sri Lanka,. Le 17 avril, qui a coïncidé avec le festival du dimanche de Pâques, les manifestants ont également commémoré les explosions tragiques du dimanche de Pâques 2019 où 258 personnes ont été tuées et les manifestants ont demandé justice pour les victimes de l'attaque du dimanche de Pâques 2019,. La Commission des droits de la personne du Sri Lanka a également visité les locaux de Gotagogama pour inspecter les manifestations à la suite d'informations selon lesquelles des policiers tentaient de disperser les manifestations pacifiques par la violence.
La nuit du 17 avril 2022, les manifestants ont illuminé le bâtiment du Secrétariat présidentiel (où travaille Gotabaya Rajapaksa) avec des thèmes colorés et l'illusion de graphismes d'art 3D utilisant des projecteurs et une technologie de cartographie par vidéoprojecteur avec des slogans "Go Home Gota". Cependant, des policiers ont tenté d'empêcher les manifestants de projeter le secrétariat présidentiel. Certains médias, dont TV Derana (en) et sa chaîne sœur Ada Derana, ont qualifié les manifestations pacifiques de "fête sur la plage", une description qui a été mal accueillie par les manifestants et les critiques, dont l'avocate des droits humains Ambika Satkunanathan (en). Selon le douzième épisode de l'émission State of the Nation d'Ada Derana, diffusé le 17 avril 2022, les manifestations auraient également été financées par des organisations terroristes et des pirates. Mahieash Jonny, animateur d'Ada Derana TV, a présenté sa démission le lendemain du programme controversé et Derana a insisté sur le fait que les opinions de Jonny ne représentent pas tout le point de vue de la chaîne de télévision.
Le 19 avril 2022, la Fédération des associations de professeurs d'université s'est engagée dans une marche de protestation de l'Université de Colombo à Galle Face pour soutenir les manifestations populaires,. Une voie de la Galle Road (en) menant au Secrétariat Présidentiel de la jonction de Kollupitiya a été bloquée par les conférenciers universitaires qui se sont rassemblés dans de grands nombres tenant des pancartes.
Le 19 avril 2022, l'acteur Jehan Appuhami a commencé une marche symbolique de l'église Saint-Sébastien de Katuwapitiya à Negombo au sanctuaire Saint-Antoine à Kochchikade avec un groupe de personnes en portant une grande croix en bois sur son dos pour rechercher la vérité et la justice derrière les attaques de Pâques de 2019 alors que la destination finale devrait être au Galle Face Green.
L'acteur britannique sri-lankais Hiran Abeysekera (en), qui a récemment remporté le prix du meilleur acteur (en) aux Laurence Olivier Awards 2022 (en), est arrivé au Sri Lanka et a rejoint les manifestations de Galle Face.
Le 24 avril, des milliers de membres de la Fédération interuniversitaire des étudiants ont encerclé la résidence du Premier ministre et ont demandé au régime actuel de démissionner.
Des dizaines d'anciens combattants ont également rejoint les manifestations contre le gouvernement et ont campé près du bureau du président.
Le 29 avril, les manifestants ont bandé les yeux devant la statue de l'ancien Premier ministre de Ceylan, SWRD Bandaranaike, connu pour avoir défendu la controversée et infâme Sinhala Only Act en 1956,.

#### Gota Go Gama (occupation de Galle Face Green par des manifestants)

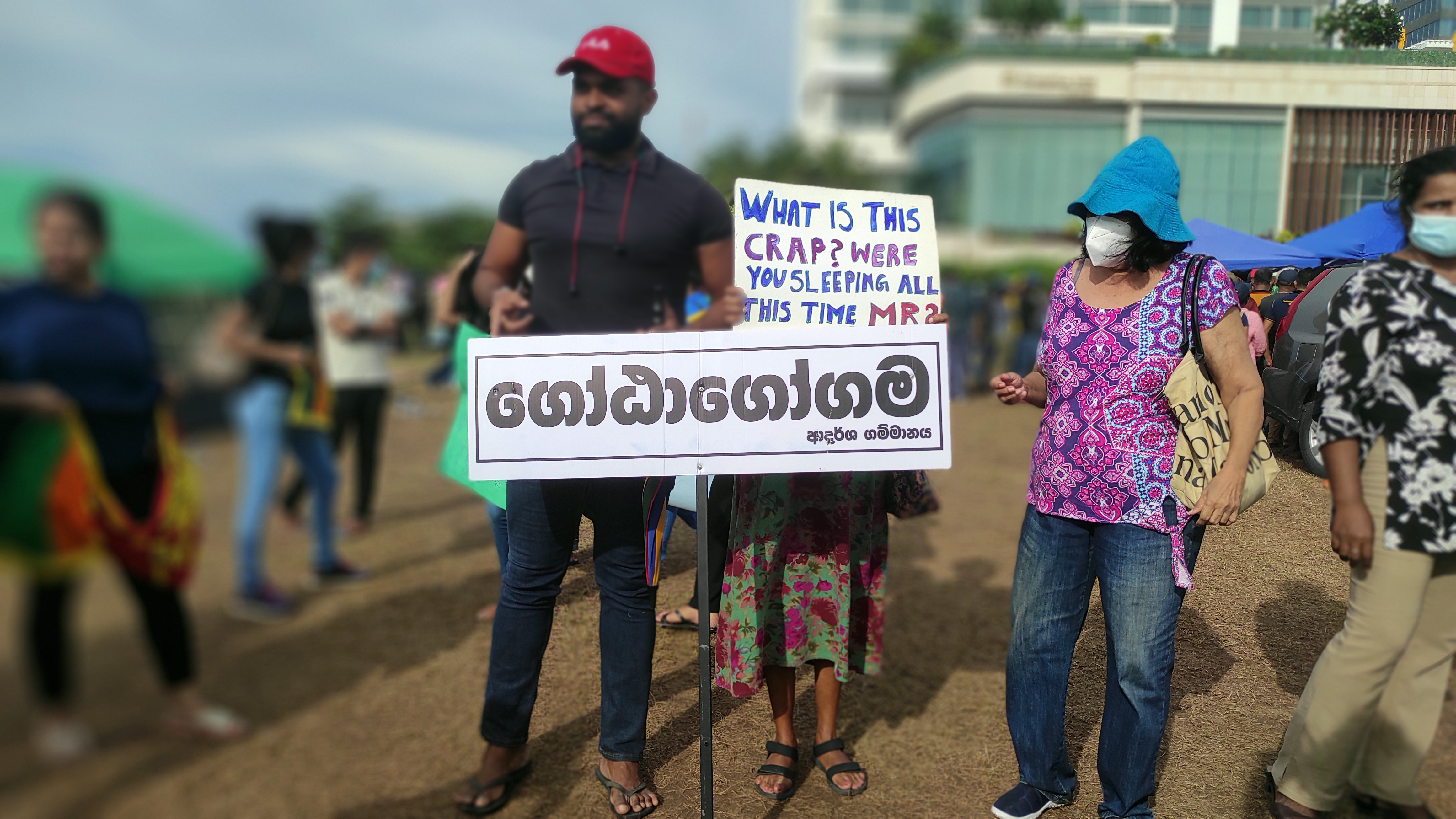
Des personnes prenant des selfies à Gotagogama.

Les manifestants ont placé une pancarte faite d'une boîte en carton nommant la zone du manifestant au Galle Face Green "Gota Go Gama" ou "Gotagogama" (Singhalais : ගෝඨාගෝගම) qui signifie "Gota Go Village" en cinghalais,,. Gota-Go-Gama a été mis en place (similaire au moment Occupy Wall Street) comme un petit village modèle, fournissant les nécessités de base, y compris de la nourriture gratuite, des bouteilles d'eau gratuites, des toilettes et également des services médicaux et des urgences gratuites limitées,,,. Le camp a été initialement installé par des volontaires le 9 avril pendant la nuit avec seulement une poignée de tentes, mais le nombre de tentes est passé à environ 24 le 10 avril. Des toilettes portables ont été réalisées dont trois réservées aux hommes et aux femmes.
Les jeunes manifestants ont créé un canton juste en face de la Maison du Président. Les manifestants suivent également l'habitude de nettoyer les ordures tous les soirs,. Ils ont également ouvert une bibliothèque pour partager les connaissances entre les manifestants. Plus tard, ils ont fondé le Gotagogama College et ont assuré l'éducation des enfants venus pour les manifestations.
Le Daily Mirror, dans son compte Twitter officiel, a confirmé qu'une grande entreprise de télécommunications anonyme avait installé une tour téléphonique pour envoyer et améliorer les signaux sur le site de Gotagogama. Il a été confirmé plus tard que le Dialog Axiata avait installé la structure d'antenne de poteau de 6 m à Galle Face Green comme solution à la congestion du réseau,. Plus tard, Dialog a décidé de désinstaller la tour dans le respect mutuel des préoccupations soulevées par le public, car l'installation de ladite tour a provoqué l'inconfort et la panique des manifestants en raison de problèmes de confidentialité, tandis que les gens ont également allégué que les données personnelles seraient compromises, ce qui conduirait à un suivi des individus.
Une nouvelle succursale du Gotagogama a été déclarée ouverte dans la province du Sud du pays à Galle le 15 avril 2022 en soutien aux manifestations de Colombo Galle Face,. Cependant, des tensions ont surgi à Galle lorsque des policiers ont tenté de jeter les tentes temporaires de Gotagogama à Galle. Les policiers ont enlevé les tentes mais elles ont ensuite été restaurées avec l'intervention des avocats. La Commission des droits de l'homme du Sri Lanka a ordonné une enquête complète concernant le retrait des tentes à Galle qui ont été installées par les manifestants.
Le matin du 16 avril, un convoi de camions de la police anti-émeute a été placé à la périphérie de Galle Face. Les camions ont soulevé des questions, en particulier la question soulevée par les utilisateurs sur les réseaux sociaux déclenchant des spéculations concernant une éventuelle répression des manifestations par le gouvernement. Les camions ont ensuite été dégagés et retirés du site grâce à l'intervention opportune de l'Association du Barreau du Sri Lanka (en) (BASL). La BASL a également demandé au gouvernement de ne pas opprimer les manifestants et de respecter l'exercice légitime de la liberté de dissidence du peuple.
Le 16 avril, l'Université populaire de Gotagogama a été officiellement ouverte aux personnes de tous horizons alors que l'université a été construite pour créer un espace libre de partage des connaissances.
Le 3 mai, le festival Ramadan Eid-Ul-Fitr a été célébré sur le site de Gotagogama à Galle Face avec la participation de plusieurs chefs religieux, dont des moines bouddhistes et des prêtres chrétiens,. Les manifestants ont également été vus en train de partager des sawans avec des biryani de l'autre côté de l'ancien Parlement sur Galle Road. Plusieurs membres de la société civile musulmane sri-lankaise ont fait don de 700 colis-repas à la veille du Ramadan sur le site de Gotagogama.

#### Mynagogama
Le site de protestation de Mynagogama a également été lancé en se moquant du Premier ministre Mahinda Rajapaksa devant sa résidence officielle Temple Trees à l'extérieur de l'entrée de Galle Road,. Le site a été lancé en s'inspirant de Gotagogama et aussi en raison du fait que Mahinda Rajapaksa a reçu le surnom de "Myna" des manifestants dans le cadre de développements récents.
Le 29 avril, l'un des manifestants qui manifestaient à Mynagogama a été agressé par un policier qui n'avait apparemment pas d'insigne sur son uniforme. Le manifestant blessé a été admis au service des accidents de l'hôpital national de Colombo (en). Le même jour, des policiers auraient tenté d'inciter à la violence en retirant les pancartes placées sur les bus de la police qui étaient garés sur le lieu de manifestation de Mynagogama.

#### Incident de Rambukkana du 19 avril
Les personnes faisant la queue pour obtenir du carburant depuis le début de la matinée ont commencé à protester au passage à niveau de Rambukkana en obstruant les voies ferrées, bloquant toutes les routes d'entrée et de sortie vers Rambukkana pendant plus de 15 heures. La police est arrivée et a tiré des gaz lacrymogènes et des balles réelles pour disperser les manifestants,. Selon le porte-parole de la police, les policiers ont commencé à tirer afin de contrôler la situation après que les manifestants aient lancé des pierres et tenté d'incendier un réservoir de carburant et un trois-roues. La justification par la police de l'utilisation de balles réelles a été contredite par des manifestants et des vidéos montrant que le camion-citerne n'était pas menacé par des manifestants, les manifestants affirmant à la place que les véhicules avaient été incendiés par la police. Des vidéos diffusées par les manifestants ont également montré qu'ils tentaient d'éteindre des incendies dans une station-service,,. Des témoins de l'incident ont affirmé que les manifestants étaient initialement pacifiques jusqu'à ce que la police arrive et que ce soit la police qui ait incendié les véhicules. Un clip vidéo de l'incident a également montré que des policiers avaient vandalisé des véhicules garés dans la région.
Plusieurs personnes ont été blessées et transportées d'urgence à l'hôpital de Kegalle pour y être soignées. Il a été confirmé plus tard qu'une personne est décédée et 12 autres ont été blessées dans l'incident. Un couvre-feu policier a été imposé dans le secteur de la police de Rambukkana avec effet immédiat,.
Selon l'Association du barreau de Sri Lanka, la police a intimidé des témoins pour qu'ils fournissent de faux témoignages. Le magistrat de Kegalle Wasana Nawaratne a ordonné à l'inspecteur général de la police (en) C. D. Wickramaratne (en) d'arrêter l'officier qui a donné l'ordre de tirer sur les manifestants et les autres officiers impliqués dans la fusillade.

#### Grève symbolique dans toute l'île du 28 avril
Le 28 avril 2022, plus de 1000 syndicats ont mené une grève symbolique massive d'une journée dans toute l'île pour soutenir les manifestations publiques en cours contre le gouvernement au parc Viharamahadevi à Colombo. Les syndicats représentant la banque, les ports, l'éducation, la santé, les plantations, les chemins de fer et le pétrole participeraient à la grève d'une journée.

### Mai

#### Manifestations HoruGoGama
"HoruGoGama" (Rentrez chez vous, voleurs de village) a été créé par des manifestants initialement dirigés par des étudiants universitaires autour du bâtiment du Parlement sri-lankais le 5 mai. Les manifestants ont exigé la démission de l'ensemble du parlement et ont exigé que la famille Rajapaksa restitue l'argent volé. Malgré de fortes pluies, les manifestants ont encerclé le parlement et résisté aux gaz lacrymogènes. La police a utilisé des canons à eau pour détruire des tentes et un stand de distribution de nourriture et a tenté d'empêcher les gens de se joindre aux manifestations en barricadant la zone. Les manifestants ont crié des insultes aux députés de l'opposition quittant le parlement et les ont accusés de conclure des accords avec le gouvernement,,.
Un couvre-feu est imposé pour contenir les débordements et limiter les conséquences des émeutes, tandis que les forces de l'ordre reçoivent l'ordre de « tirer à balles réelles sur les fauteurs de troubles ».
Le 6 mai 2022, le président Gotabhaya Rajapaksa a déclaré un deuxième état d'urgence.
Le recours continu à l'état d'urgence et à la violence contre des manifestants pacifiques a été condamné par la communauté internationale. L'UNICEF s'est dit préoccupé par les informations faisant état de violences lors de manifestations impliquant des enfants et a cité la Convention relative aux droits de l'enfant qui soutient le droit des enfants et des adolescents à exprimer leurs opinions. Le haut-commissaire du Canada au Sri Lanka, David McKinnon, s'est dit surpris de la décision affirmant que "les sri-lankais avaient le droit de manifester pacifiquement dans une démocratie", et qu'il était "difficile de comprendre pourquoi il est alors nécessaire de déclarer un état d'urgence". L'ambassadrice des États-Unis au Sri Lanka Julie Chung (en) a affirmé que le deuxième état d'urgence n'aiderait pas et a plutôt exhorté le gouvernement à écouter le public et à rechercher des solutions à long terme. L'Union européenne a déclaré que les manifestations étaient pacifiques et a averti qu'un état d'urgence "pourrait avoir un effet contre-productif".
Les Rajapaksas ont également commencé à se tourner de plus en plus vers des appels à une intervention surnaturelle et divine pour maintenir le pouvoir, les médias rapportant que le chaman personnel du président, Gnana Akka , envoyait des bouteilles d'eau charmées sur le site de la manifestation. Shiranthi Rajapaksa a visité un temple hindou cherchant l'aide divine pour sa famille. Mahinda Rajapaksa s'est rendu à Anurâdhapura pour demander la bénédiction de l'arbre de la Bodhi mais a été hué et chahuté par les citoyens tandis que les habitants protestaient, exigeant que les "voleurs" soient bannis de la ville, considérée comme sainte par les bouddhistes.

#### Attaques du lundi noir contre des manifestants
Le 9 mai 2022, des membres du SLPP soutenant Mahinda Rajapaksa sont arrivés dans des bus à Temple Trees et ont organisé une manifestation exhortant Rajapaksa à rester et Mahinda Rajapaksa s'est adressé à la foule. Il a été révélé que le maire de Moratuwa, Saman Lal Fernando, avait accompagné les attaques en emmenant huit bus remplis d'employés municipaux avec lui pour rencontrer Mahinda Rajapaksa pour demander à Mahinda de ne pas démissionner. Peu de temps après, les loyalistes de Rajapaksa ont attaqué le site de protestation MainaGoGama devant Temple Trees, agressant des manifestants antigouvernementaux et se sont déplacés vers le plus grand site de protestation GotaGoGama à Galle Face Green avec peu d'intervention de la police. Les loyalistes de Rajapaksa ont agressé des manifestants antigouvernementaux sur le site de protestation de GotaGoGama et y ont détruit de nombreuses structures. Plus de 130 personnes ont été blessées et hospitalisées à la suite des attaques. Le SDIG (en) Deshabandu Tennakoon, responsable de la province de l'Ouest, a été vu pendant l'attaque aux côtés des députés du SLPP qui ont attaqué les manifestations. Il a été révélé plus tard que l'inspecteur général de la police (IGP) Chandana D. Wickramaratne a ordonné à la police de ne pas utiliser la force contre les loyalistes de Rajapaksa sur les instructions du secrétaire du ministère de la Sécurité publique (à la retraite), le général de division Jagath Alwis (en). La police est ensuite intervenue en utilisant un canon à eau et des gaz lacrymogènes pour disperser les deux groupes après que Gotabaya leur ait ordonné d'intervenir. Un couvre-feu policier a été imposé à Colombo et a ensuite été étendu à toute l'île,,,. Simultanément, le GotaGoGama à Kandy a également été attaqué par des loyalistes de Rajapaksa,. Des vidéos montraient des députés du gouvernement tels que Sanath Nishantha menant les attaques contre les manifestants. L'armée a également été déployée sur le site de Gotagogama à Galle Face à la suite de l'attaque perpétrée par des loyalistes pro-Rajapaksa contre des manifestants pacifiques. À la suite de cet incident chaotique, les congés pour tous les grades des policiers ont été annulés avec effet immédiat et tous les policiers ont été rappelés pour se présenter au travail.
Les loyalistes de Rajapaksa ont également attaqué des commerces voisins qui vendaient des drapeaux aux manifestants. Ils ont menacé les vendeurs s'ils tenaient à leurs enfants ou à leur entreprise avant d'incendier les magasins. De nombreux vendeurs souffraient des effets de la crise économique et avaient acheté des biens à revendre en s'endettant. Il a également été allégué que des détenus de la prison de Watareka avaient été amenés par l'Avant-garde PMC pour mener l'attaque, plusieurs des loyalistes de Rajapaksa capturés par des manifestants ayant avoué être des prisonniers. Le gouvernement a nié que les prisonniers aient été fournis aux assaillants et a affirmé que les bus transportant des prisonniers étaient simplement pris dans les troubles. News First a contesté l'excuse du gouvernement et a montré des images d'attaquants portant des vêtements similaires à ceux portés par les prisonniers capturés. Le secrétaire général du Comité pour la protection des droits des prisonniers, Sudesh Nandimal de Silva, s'est dit préoccupé par ces allégations.
Les attaques menées par les loyalistes de Rajapaksa ont déclenché de graves réactions négatives dans le pays, beaucoup les qualifiant de "violence parrainée par l'État" et de "terrorisme parrainé par l'État". Le dirigeant du JVP, Anura Kumara Dissanayake, serait arrivé sur les lieux avec ses partisans. Le dirigeant du SJB, Sajith Premadasa, a été attaqué par un groupe de manifestants alors qu'il se promenait à Galle Face à la suite de l'éruption de violence et il a été rapidement escorté avec l'aide de gardes de sécurité. Le député SJB Kumara Welgama (en) qui voyageait en voiture a également été agressé par des hommes non identifiés.
Des joueurs de cricket et des célébrités sri-lankais ont qualifié les agressions de voyous. Le Premier ministre Mahinda Rajapaksa a publié une déclaration condamnant la violence, mais le tweet a été cité par Kumar Sangakkara qui a tweeté "La seule violence a été perpétrée par vos "partisans", des crétins et des voyous qui sont venus à votre bureau en premier avant de continuer à agresser les manifestants pacifiques." Mahela Jayawardan a a également tweeté le fait que les voyous avaient commencé à attaquer les manifestants après avoir rencontré Mahinda Rajapaksa et que la police n'avait pris aucune mesure pour les arrêter. Sanath Jayasuriya l'a appelé la fin des Rajapaksas.
Certains des assaillants ont été attrapés par des manifestants qui les ont jetés dans le lac Beira et les ont mis au défi de demander à leur "patron" de les sauver. Trois camionnettes et bus utilisés pour transporter les loyalistes de Rajapaksa ont également été poussés dans le lac Beira par les manifestants.
Les attaques ont provoqué des représailles et des émeutes généralisées contre les loyalistes de Rajapaksa. Les bus qui transportaient ceux qui ont attaqué les manifestants ont été pris en embuscade dans diverses régions du pays et détruits. Des maisons et des bureaux de politiciens du SLPP ont été incendiés, dont ceux de Ramesh Pathirana, Sanath Nishantha, Nimal Lanza, Johnston Fernando et Thushara Sanjeewa,. La maison de Sanath Nishantha, qui a dirigé les attaques, a été entièrement incendiée. Les manifestants ont également incendié les maisons du maire de Moratuwa et du maire de Kurunegala car les deux maires étaient considérés comme des partisans inconditionnels de Rajapaksa. Des manifestants dans Maharagama (en) a forcé un chef d'un groupe gouvernemental pro-Rajapaksa à descendre du bus et l'a jeté dans un chariot à ordures. Le bus a ensuite été percuté à l'aide d'un bulldozer.
Le député Amarakeerthi Athukorala aurait tiré sur plusieurs manifestants qui étaient rassemblés à Nittambuwa (en) mais a dû se réfugier dans un bâtiment après avoir été encerclé par des milliers de manifestants où il n'était pas clair s'il se serait suicidé avec sa propre arme à feu ou aurait été battu à mort par la foule protestataire. L'hôtel Avenra Garden à Negombo, dont la rumeur disait qu'il appartenait aux associés de Rajapaksa, a également été incendié par les manifestants et plusieurs véhicules dans les locaux de l'hôtel ont été détruits par l'incendie, dont une Lamborghini Gallardo, une Ferrari 488 Spyder, une Limousine allongée Cadillac, une classe G Brabus et un Hummer H2.

#### Démission de Mahinda Rajapaksa
Le 9 mai 2022, le Premier ministre Mahinda Rajapaksa a remis sa démission au président. Rajapaksa a été fortement critiqué par les internautes et le public pour avoir démissionné après avoir incité à la violence contre des manifestations pacifiques.
Le 9 mai, le Premier ministre Mahinda Rajapaksa annonce à son tour sa démission après que de violents affrontements entre ses partisans et des manifestants antigouvernementaux ont fait 2 morts et 139 blessés. Son domicile est pris d'assaut par des manifestants et l'armée doit l'évacuer.
Malgré la démission, les représailles violentes se sont poursuivies, les maisons et les bureaux d'anciens ministres du gouvernement étant également détruits. Les manifestants ont également commencé à cibler des propriétés et des monuments de la famille Rajapaksa. Le musée D. A. Rajapaksa (en) a été incendié et un monument à D. A. Rajapaksa (en), le père des frères Rajapaksa au pouvoir, a été détruit, tandis que les statues de cire des parents Rajapaksa du musée ont été aplaties. La maison de la famille Rajapaksa à Medamulana (en) ainsi que la maison de Mahinda Rajapaksa à Kurunegala ont été détruites,,. De violents affrontements se sont produits lorsque des manifestants ont également tenté de prendre d'assaut Temple Trees et que l'armée et la marine ont été déployées. Les manifestants ont transformé les barricades de la police en béliers contre les lourdes portes en fer tandis que certains ont réussi à réquisitionner un bus de police et l'ont utilisé comme bélier. Le gouvernement a utilisé des gaz lacrymogènes et des balles en caoutchouc contre les manifestants.
D'autres députés de l'opposition tels que M. A. Sumanthiran (en) (Alliance nationale tamoule) ont exigé l'arrestation de l'ancien Premier ministre Mahinda Rajapaksa pour son rôle dans l'attaque de la foule contre des manifestants pacifiques. L'ancien président Maithripala Sirisena a également convenu que l'envoi de foules armées pour attaquer des manifestants pacifiques devrait entraîner l'arrestation de Mahinda et des chefs de la foule tels que Johnston Fernando et Samanlal Fernando. Cependant, Wimal Weerawansa (en) (Jathika Nidahas Peramuna (en)) a affirmé que Johnston avait attaqué les manifestants sous les ordres de Basil Rajapaksa et que c'est Johnston qui devrait être arrêté. Charitha Herath (en), députée du gouvernement, a affirmé que l'attaque était une tentative de Mahinda Rajapaksa de prouver son pouvoir à Gotabaya en éliminant les manifestants avec ses partisans, car Gotabaya essayait de plus en plus d'écarter ses frères après s'être rendu compte que les frères profitaient de son inexpérience politique.
Au matin du 10 mai, les forces de sécurité avaient réussi à mettre fin au siège de Temple Trees et à évacuer Mahinda Rajapaksa sous haute sécurité,. Il a été rapporté que Mahinda et sa famille s'étaient enfuis à Trinquemalay et se cachaient dans la base navale. Les manifestants se sont rassemblés autour de la base pour exiger qu'il soit arrêté pour ses crimes.
Dans la nuit du même jour, un groupe soutenu par un homme politique de la région a attaqué des maisons d'habitants, les accusant d'avoir pillé l'hôtel Avendra. La foule a endommagé plusieurs propriétés, dont plusieurs magasins, blessant quatre personnes.
L'incapacité de la police à contrôler la violence, les représailles de masse contre les politiciens, a été imputée au 20e amendement à la Constitution, qui a supprimé l'indépendance de la commission de police, permettant aux politiciens du SLPP d'intervenir dans les nominations de la police, ce qui a amené les politiciens à prendre le contrôle des transferts et les nominations d'officiers. Ainsi, au moment où les émeutes ont éclaté, presque tous les officiers responsables des postes de police à travers le pays étaient ceux triés sur le volet par les politiciens locaux du SLPP. Ces officiers en charge qui ont été triés sur le volet ont fini par ignorer leurs supérieurs immédiats et ont plutôt reçu les ordres de leurs patrons, ce qui a entraîné une incompétence généralisée conduisant à l'effondrement de la loi et de l'ordre. Les politiciens notables qui ont nommé leurs propres officiers en charge comprenaient Ramesh Pathirana et Rohitha Abeygunawardena (en), qui ont tous deux perdu leur maison. En revanche, les propriétés des politiciens qui vivaient dans des zones où les officiers étaient encore nommés au mérite ont été sauvées, comme à Elpitiya (en), où la police a réussi à sauver la maison de l'ex-ministre d'État Geetha Kumarasinghe (en). De nombreux députés du gouvernement étaient également en colère que l'armée ait été utilisée pour protéger le chaman personnel du président Gnana Akka,.
Une foule pro-gouvernementale a tenté d'inciter à la violence contre les musulmans afin de créer un affrontement communautaire entre cinghalais et musulmans et des rumeurs de tensions raciales se sont répandues. Les résidents ont lancé des flux en direct démystifiant les allégations de tensions et les résidents ont exprimé leur colère, notant qu'un groupe extérieur avait été amené à inciter à la violence. Les chefs religieux de Negombo se sont également joints pour s'opposer aux foules violentes. Les habitants ont affirmé que les loyalistes de Rajapaksa tentaient de créer des conflits et ont demandé aux chefs religieux de rester vigilants. Les prêtres et les religieuses catholiques sont restés jusqu'à minuit pour maintenir la paix et désamorcer la situation,.

#### Déploiement de militaires
Le 11 mai, le gouvernement a déployé l'armée avec l'ordre de tirer à vue pour maîtriser la violence. L'armée a reçu le pouvoir de détenir des personnes sans mandat jusqu'à 24 heures avant qu'elles ne soient remises à la police, et toute propriété privée peut être fouillée par les forces. Beaucoup ont exprimé des craintes que le gouvernement planifie une prise de contrôle militaire et se prépare à déclarer la loi martiale, mais cela a été démenti par les responsables de la défense. La décision a reçu des critiques internationales, le Département d'État américain publiant une déclaration : "Nous soulignons que les manifestants pacifiques ne devraient jamais faire l'objet de violence ou d'intimidation, que ce soit de la part d'une force militaire ou d'unités civiles,." Il a été suggéré que les attaques initiales des loyalistes de Rajapaksa contre des manifestants pacifiques antigouvernementaux "servaient un plus grand schéma de choses", car cela permettait au président Gotabaya Rajapaksa d'appeler l'état d'urgence permettant "une utilisation plus visible de l'armée pour contrôler les manifestants publics sous prétexte de maintien de l'ordre".
Le 12 mai, le Fort Magistrate's Court a émis une interdiction de voyager à l'encontre de 17 personnes en raison des enquêtes menées sur les sites de protestation pacifique GotaGoGama et MynaGoGama. Il s'agit notamment de Mahinda Rajapaksa, Namal Rajapaksa, Pavithra Wanniarachchi (en), Johnston Fernando, Sanjeeva Edirimanna (en), Rohitha Abeygunawardena, C. B. Ratnayake (en), Sanath Nishantha, Kanchana Jayaratne, Sampath Athukorala (en), Mahinda Kahandagama, Renuka Perera, Nishantha Abeysinghe, Amitha Abeywickrama, Pushpalal Kumarasinghe, Dilip Fernando, le SDIG Deshabandu Thennakoon et sept autres témoins et victimes des attaques indispensables aux enquêtes.

#### Création de No-Deal-Gama
Le 13 mai, l'ancien MynaGoGama près de Temple Trees a été remplacé par No-Deal-Gama. Alors que la proposition initiale était d'établir un RanilGoGama contre la nomination de Ranil Wickremesinghe au poste de Premier ministre, les manifestants ont décidé de l'appeler No-Deal-Gama pour souligner l'opposition à la conclusion d'accords avec les Rajapaksas plutôt que l'opposition au nouveau Premier ministre.
Une plainte personnelle a également été déposée devant le tribunal de première instance de Colombo demandant l'arrestation immédiate de sept personnes responsables de l'attaque du 9 mai dans le cadre d'un complot en vue de commettre des intimidations criminelles et d'avoir aidé et encouragé à attaquer une manifestation pacifique devant Temple Trees et Galle Face. Les sept personnes sont Mahinda Rajapaksa, Johnston Fernando, Sanjeewa Edirimanne, Sanath Nishantha et Saman Lal Fernando, le SDIG responsable de la Province de l'Ouest Deshabandu Tennakoon et l'IGP Chandana Wickremeratne.
Le 18 mai, les manifestants de GotaGoGama ont organisé un événement commémoratif pour se souvenir de tous ceux qui ont été tués ou ont disparu pendant la guerre civile sri lankaise qui s'est terminée en 2009.
Le 23 mai, le gouvernement a déposé le nouveau 21e amendement à la constitution qui annule la majeure partie du 20e amendement dont les manifestants ont exigé l'abolition en raison de l'octroi de pouvoirs presque illimités au président. L'amendement propose également de réhabiliter les commissions indépendantes et d'ajouter la Commission nationale d'audit et la Commission des marchés publics en tant que commissions indépendantes. Il interdira aux citoyens ayant la double nationalité d'occuper des sièges parlementaires, mettant ainsi fin à la carrière politique de Basil Rajapaksa,.
Le 25 mai, une manifestation réclamant l'arrestation de Johnston Fernando a eu lieu devant le siège du Département des enquêtes criminelles (CID) à la suite des attentats du "lundi noir" du 9 mai. De nombreux manifestants ont été victimes d'attaques par des loyalistes de Rajapaksa et sont venus aux manifestations portant encore des bandages et des plâtres.

### Juin
Le 9 juin, l'ancien ministre des Finances Basil Rajapaksa a démissionné de son poste de député de la liste nationale mais a promis qu'il se présenterait à nouveau et reviendrait. Il a imputé la crise économique aux électeurs pour avoir voté pour les Rajapaksas et a nié que la famille Rajapaksa quitterait la politique et a affirmé que si la famille Rajapaksa ne pouvait pas gouverner le Sri Lanka, elle utiliserait d'autres méthodes pour influencer la gouvernance.
Au cours de la tournée australienne de cricket du Sri Lanka (en), les résidents de Galle qui attendaient dans les files d'attente pour obtenir des bouteilles de gaz GPL ont entouré le stade de cricket de Galle avec des bouteilles usagées affirmant qu'ils ne partiraient pas tant qu'ils n'auraient pas fourni de nouvelles bouteilles. La police et l'armée ont été utilisées pour expulser les manifestants antigouvernementaux des remparts du fort surplombant le terrain à Galle, même si le public est autorisé à tenir des banderoles et des pancartes. Des pancartes réclament la démission de Gotabaya Rajapaksa. Selon ESPNcricinfo, le Sri Lanka Cricket (en) (SLC) a dit aux diffuseurs du jeu de ne montrer aucun visuel des manifestations. BASL a critiqué l'expulsion des manifestants car la décision de les expulser n'avait aucun fondement dans la législation sri-lankaise.

### Juillet
Le 6 juillet, l'ancienne députée Hirunika Premachandra a été arrêtée pour avoir manifesté près de la Maison du Président. L'arrestation a déclenché une autre manifestation qui a été attaquée au gaz lacrymogène par la police.
Le 8 juillet, l'IGP Chandana Wickremesinghe a déclaré un "couvre-feu policier" que les experts juridiques ont qualifié d'illégal et d'inconstitutionnel car il n'y a aucune disposition pour un tel couvre-feu. Le député MA Sumanthiran, l'avocat principal Viran Cores et la BASL ont publié des déclarations condamnant le "couvre-feu policier" comme une action illégale visant à interdire le droit de manifester pacifiquement, ce qui constituerait une violation des droits fondamentaux des citoyens,. L'IGP a levé le couvre-feu le lendemain.

#### Prise d'assaut de la maison du président le 9 juillet
Le 9 juillet, le président a fui sa résidence officielle à Colombo avant qu'un grand nombre de manifestants ne se rassemblent à Chatham Street, à Colombo, près de la maison du président, exigeant sa démission immédiate. Ils ont pu s'introduire dans la résidence présidentielle malgré les barricades policières et les attaques au gaz lacrymogène,,. Les manifestants ont également fait irruption dans le Secrétariat présidentiel et Temple Trees, la résidence officielle du Premier ministre et se sont rassemblés autour de la résidence privée (en) du Premier ministre Ranil Wickremesinghe. Wickremesinghe a annoncé plus tard qu'il était prêt à démissionner de son poste,,. Bien que les manifestations aient été pour la plupart pacifiques, 55 personnes ont été hospitalisées à l'hôpital national de Colombo.
La police sri-lankaise, en collaboration avec la Special Task Force (en) de la police, a lancé une violente attaque près de la résidence du Premier ministre, frappant des manifestants, dont des journalistes. Quatre journalistes, dont Waruna Sampath et Sarasi Peiris de News First, ont été battus malgré l'identification des médias et plaidant pour ne pas être attaqués, ce qui a été diffusé en direct à la télévision. Les journalistes ont été hospitalisés après les attaques. Le SSP Romesh Liyanage a été identifié comme étant la personne ayant ordonné l'attaque contre les journalistes,. Ranil Wickremesinghe "a exprimé ses regrets" pour les attaques.
Le président du Parlement a publié cette nuit-là une déclaration selon laquelle le président Rajapaksa démissionnerait de ses fonctions le 13 juillet 2022. Le Premier ministre Wickremesinghe a également annoncé qu'il serait prêt à démissionner, affirmant qu'il le ferait une fois le gouvernement formé,. Plus tard dans la soirée, des manifestants ont fait irruption dans la résidence privée du Premier ministre à Colombo et y ont mis le feu,.
Certains des manifestants qui ont fait irruption dans la maison du président, Temple Trees et le secrétariat présidentiel y ont passé la nuit, refusant de quitter les lieux jusqu'à ce que le Premier ministre et le président démissionnent,,. Le 10 juillet, trois personnes ont été arrêtées pour l'incendie criminel de la résidence du Premier ministre.
Le 10 juillet, la résidence présidentielle était devenue une attraction touristique avec un grand nombre de sri lankais visitant le bâtiment pour observer le luxe dont jouissait le président malgré la crise économique. Le jardin Gordon au sein de la résidence était également utilisé par les familles pour pique-niquer. Les forces de sécurité étaient toujours présentes mais ont maintenu leur distance, permettant aux volontaires des manifestants de gérer l'afflux important de sri lankais et, dans certains cas, la sécurité s'est jointe aux manifestants prenant des selfies dans le complexe. Le secrétariat présidentiel a été transformé en bibliothèque temporaire avec plus de 8 000 livres en cinghalais, tamoul et anglais à lire par les visiteurs,. On ignorait où se trouvait le président les 9 et 10 juillet. Le 11 juillet, BBC News a rapporté que le président se trouvait sur un navire de la marine dans les eaux sri-lankaises, citant des sources militaires sri-lankaises. Le président du Parlement a affirmé que Gotabaya avait quitté le pays et reviendrait mercredi, mais a annoncé plus tard que le président était toujours dans le pays, affirmant que sa déclaration précédente était une erreur,.
Le 9 juillet, le président Gotabaya Rajapaksa démissionne, tandis que le Premier ministre Ranil Wickremesinghe se dit prêt à démissionner également. Gotabaya Rajapaksa fuit sa résidence officielle à Colombo avant qu’elle ne soit prise d’assaut par des manifestants, et embarque sur un navire militaire en route pour une base militaire du nord-est de l’île. Le président du Parlement affirme que les législateurs désigneront le nouveau président député d’ici une semaine, mais aucun candidat ne semble rassembler une majorité de suffrages.

#### Nomination du président par intérim le 13 juillet
Le matin du 13 juillet, le président Gotabaya Rajapaksa s'est enfui aux Maldives avec sa femme et deux gardes du corps, et l'armée de l'air sri-lankaise a confirmé qu'un avion de la SLAF avait été remis au président pour qu'il parte pour les Maldives. Il s'est ensuite envolé pour Singapour jusqu'à l'aéroport de Changi sur un Boeing 787 Dreamliner de la compagnie aérienne Saudia puisqu'il avait été "autorisé à entrer en visite privée",,. Il s'est enfui car sa démission mettrait fin à son immunité présidentielle. En conséquence, sa démission alors qu'il se trouve à l'extérieur du Sri Lanka supprime le risque qu'il soit détenu.
Le président du Parlement a annoncé dans l'après-midi que le président Rajapaksa avait nommé le Premier ministre Ranil Wickremesinghe au poste de président par intérim en son absence. Les manifestants ont pris d'assaut le bureau du Premier ministre pour exiger sa démission,.
Les manifestants ont fait irruption dans les bureaux de la chaîne de télévision publique Rupavahini et ont exigé que les informations sur les manifestations antigouvernementales soient diffusées. La chaîne a cessé d'émettre et a repris la transmission en direct plus tard. Une autre chaîne de télévision publique Independent Television Network (en) (ITN) a également été supprimée et a ensuite repris la diffusion en direct. Dans la soirée, des manifestants auraient tenté de forcer les barricades de police placées le long de la route menant au Parlement, où les manifestants ont confisqué une arme T-56 et 2 magazines avec 60 cartouches de munitions d'un soldat de l'armée lors de manifestations. Un soldat de l'armée et un agent de police ont été hospitalisés pour des blessures subies après avoir été attaqués par des manifestants. Plus tard dans la nuit, le président par intérim Wickremesinghe a déclaré un couvre-feu dans toute l'île jusqu'à 5 heures du matin le lendemain (14 juillet).

#### Démission du président Rajapaksa les 14 et 15 juillet
Il tente ensuite sans succès de prendre le 12 juillet un vol pour Dubaï mais il est refoulé par les services de douane. Il quitte finalement le pays à bord d'un avion de l'armée pour se rendre aux Maldives le 13 juillet. Après sa démission, le Premier ministre Ranil Wickremesinghe doit lui succéder par intérim jusqu'à l'élection d'un nouveau président par le Parlement. Il nomme effectivement celui-ci pour assurer l'intérim. Cette décision provoque l'envahissement du siège du gouvernement par les protestataires alors que le président par intérim décrète l'état d'urgence et un couvre-feu et appelle les forces de sécurité à « faire le nécessaire pour rétablir l'ordre » pour ne pas « permettre aux fascistes de prendre le pouvoir ».
Le 14 juillet, Rajapaksa arrive à Singapour à bord d'un avion de ligne. Il envoie sa lettre de démission par mail au président du Parlement. Le jour même, les manifestants tentent sans succès de prendre d'assaut le Parlement mais ils sont repoussés par les forces de sécurité. Au même moment, ils se retirent du palais présidentiel et du siège du gouvernement, avant leur reprise par les forces de l'ordre.
L'opposition parlementaire propose la tenue d'un scrutin anticipé pour 2023.
Alors que  Wickremesinghe présente sa candidature à l'élection présidentielle srilankaise de 2022, le mouvement contestataire décide de manifester contre l'éventualité qu'il soit élu.
Le 14 juillet, l'éminent avocat Swasthika Arulingam (en), l'un des principaux organisateurs des manifestations d'Aragalaya, a annoncé lors d'une conférence de presse que les manifestants qui avaient pris d'assaut et occupé le palais présidentiel et le bureau du Premier ministre se retireraient de ces propriétés et les remettraient à l'État, à l'exception de l'ancien bâtiment du Parlement et de Galle Face où les manifestants continueraient à faire entendre leur voix et à envoyer un message clair à la fois à l'exécutif et à la législature,. Les manifestants se sont retirés pacifiquement de la maison officielle du président, de la résidence officielle du premier ministre de Temple Trees et du bureau du premier ministre.
Le président Rajapaksa a envoyé par courrier électronique une lettre de démission au président du Parlement plus tard dans la journée. La nouvelle de sa démission a été célébrée par le public principalement à Galle Face et aussi dans les autres quartiers de Colombo.
Le 15 juillet, le président du parlement Mahinda Yapa Abeywardena (en) a annoncé la démission officielle du président Gotabaya Rajapaksa et Ranil Wickremesinghe a officiellement prêté serment en tant que président par intérim. Les manifestants ont renommé "Gota Go Gama" en "Ranil Go Gama" (village de Ranil Go), exigeant que le président par intérim Ranil Wickremesinghe se retire.

#### Raid de Galle Face
Le 20 juillet, le magistrat de Fort Colombo a émis une ordonnance du tribunal interdisant aux gens de se rassembler dans un rayon de 50 mètres de la statue de feu SWRD Bandaranaike au Galle Face Green après que la police de Colombo Fort l'ait demandé, citant des informations faisant état de dommages imminents à la statue par ceux qui étaient engagés dans des manifestations à Galle Face.
Le 21 juillet, les manifestants de "No Deal Gama", situé à l'extérieur des Temple Trees à Kollupitiya, ont quitté le lieu de la manifestation. De plus, les manifestants sur le site de protestation de Galle ont déclaré qu'ils remettraient le Secrétariat présidentiel aux autorités avant 14 h 0 le 22 juillet.
Vers 2 h 0 le 22 juillet, des milliers de membres des forces armées dans le cadre d'une opération conjointe de l'armée, de la police et du groupe de travail spécial ont pris d'assaut le site de protestation de Galle Face Green pour dégager le secrétariat présidentiel et expulser les manifestants. Alors qu'ils éloignaient de force les manifestants, plusieurs civils et journalistes, dont un de la BBC, auraient été agressés par les forces,. Plus de 50 personnes ont été blessées et 9 personnes ont été arrêtées. Plusieurs émissaires étrangers au Sri Lanka, dont l'ambassadeur des États-Unis, le haut-commissaire du Canada et le haut-commissaire britannique, ont fait part de leurs inquiétudes au sujet de ce raid avant l'aube. La Commission des droits de l'homme du Sri Lanka, venue recueillir des témoignages sur les lieux dans la foulée, a déclaré qu'il s'agissait "d'une violation totale des droits fondamentaux du peuple par l'exécutif".
Le nouveau gouvernement est composé de nombreux ministres ayant été en fonction sous les Rajapaksa.
Dans les jours qui suivent, de nombreux activistes du mouvement sont arrêtés.

## Manifestations internationales
Aux États-Unis, plusieurs manifestations ont eu lieu, dont une devant la résidence du fils de Gotabaya Rajapaksa à Los Angeles au cours de laquelle des manifestants ont exigé qu'il rappelle son père aux États-Unis, et une à Columbia, dans le Missouri. Une manifestation a également eu lieu devant le haut-commissariat du Sri Lanka à Londres, en Angleterre.
Des manifestations ont également eu lieu à Melbourne, en Australie, à Federation Square et à Mount Wellington, à Auckland, en Nouvelle-Zélande. En Australie, des manifestations ont également été organisées dans d'autres villes telles que Perth, Brisbane et Sydney.
Une manifestation a été organisée à Malé, aux Maldives, le 13 juillet par des sri lankais travaillant dans le pays, exhortant le gouvernement à ne pas fournir de refuge à Gotabaya Rajapaksa.

## Analyse
La crise économique sri-lankaise de 2021, sans précédent depuis l'indépendance du pays en 1948, est le principal élément déclencheur de la crise politique qui secoue le pays l'année suivante. Cette crise est le résultat d'une combinaison de facteurs, à commencer par les attentats jihadistes d'avril 2019 suivis par la pandémie de Covid qui commence la même année, provoquant une forte chute du tourisme, l'une des principales ressources à l'exportation du pays. Confronté à une chute des rentrées de devises étrangères, le Président Gotabaya Rajapaksa décide d'interdire les importations d’engrais représentant 400 millions de dollars par an, et le justifie par le fait d'encourager une transition vers une « agriculture biologique ». Cette décision brutale fait fortement chuter les rendements agricoles, accroissant les risques de famine dans un pays confronté à de graves difficultés pour importer des biens de première nécessité, notamment alimentaires, mais aussi pharmaceutiques et énergétiques. Le résultat a été l’enclenchement d’un cercle vicieux : inflation brutale, perte de confiance, crise de la monnaie, sorties de capitaux, et donc crise budgétaire et de la balance des paiements. Cette crise politico-sociale s’est accélérée en 2022 avec l’explosion des prix de l’énergie liée à l’invasion de l’Ukraine par la Russie.
Selon l'économiste de l'Institut de relations internationales et stratégiques Jean-Joseph Boillot, la gestion « clanique » et « quasi-mafieuse » du pouvoir politique verrouillé depuis la fin de la guerre civile en 2009 par la famille Rajapaksa a été un facteur aggravant en raison de la généralisation de la corruption qu'elle a entraînée. Ce système s’est par exemple traduit par des pertes importantes de recettes budgétaires liées aux cadeaux fiscaux aux proches du gouvernement, et par l’enracinement d’un « capitalisme de connivence » au sein du pouvoir. Par conséquent, le déficit fiscal et l’endettement extérieur se sont creusés petit à petit et les crises survenues à partir de 2019, provoquées par des facteurs exogènes, ont révélé cette fragilité. Parallèlement, le rapprochement avec la Chine initié par Mahinda Rajapaksa entre 2005 et 2015 a permis, en quelques années, de faire émerger de nombreux projets d’infrastructures (le stade de cricket MRIC stadium, l’aéroport international Rajapakse à Hambantota et des autoroutes), grâce à des financements chinois, faisant davantage exploser la dette extérieure qui dépassait 70 % du produit intérieur brut à la fin des années 2010. La chute des recettes touristiques à partir de 2019, suivie par l'inflation mondiale en 2021-2022 n'a fait que révéler les fragilités d'un système politico-économique insoutenable à long terme, provoquant inévitablement une paupérisation des classes populaires et moyennes urbaines.

## Réactions

### Gouvernement
Après la manifestation devant la maison du président, le gouvernement du Sri Lanka a appelé les manifestants "terroristes" et a accusé un "groupe extrémiste" d'avoir fomenté l'émeute,. À la suite de manifestations à l'échelle nationale, le gouvernement Rajapaksa a déclaré un état d'urgence de 36 heures qui a duré du soir du 2 avril au matin du 4 avril. La proclamation du président affirmait que l'état d'urgence était dans l'intérêt de "la sécurité publique, la protection de l'ordre public et le maintien des approvisionnements et des services essentiels à la vie de la communauté". Des dizaines de policiers sri-lankais ont été déployés sur la place principale à Colombo pour empêcher les manifestants de se rassembler. Le ministère sri-lankais de la Défense a également bloqué l'accès aux plateformes de médias sociaux telles que Facebook, Instagram, Twitter et WhatsApp alors que les critiques publiques se multipliaient contre la famille Rajapaksa au pouvoir,. Cependant, le ministre des Sports et de la Jeunesse, Namal Rajapaksa, a déclaré qu'imposer un blocage d'internet était "complètement inutile", car l'utilisation des VPN s'est généralisée. L'accès aux médias sociaux a été rétabli 15 heures plus tard.
En mars, en réponse au hashtag #GoHomeGota, le hashtag #WeAreWithGota a été lancé sur les réseaux sociaux et les ministres du gouvernement, les artistes, les célébrités et les personnalités des médias ont tous tweeté sous le hashtag #WeAreWithGota en soutien au président Gotabaya Rajapaksa et à son administration,.
Les politiciens du gouvernement ont été critiqués pour avoir utilisé un cadre Facebook avec le drapeau national sur leurs photos de profil similaires à ceux utilisés par le public qui a protesté contre le gouvernement sous le hashtag #GoHomeGota.
Le 13 avril, le Premier ministre Mahinda Rajapaksa a demandé à rencontrer une délégation de manifestants à Galle Face, mais il a essuyé un refus.

### Nouveau gouvernement
Le 18 avril 2022, Gotabaya a nommé un nouveau gouvernement de 17 membres malgré les protestations appelant l'ensemble du gouvernement à démissionner, y compris le président aux côtés des 225 députés du parlement. Dinesh Gunawardena a été nommé ministre de l'administration publique et des affaires intérieures tandis que Douglas Devananda a été nommé ministre de la pêche, Kanaka Herath (en) a été nommé ministre des routes, Dilum Amunugama (en) a été nommé ministre des transports et de l'industrie, Prasanna Ranatunga (en) a été nommée ministre de la sécurité publique et du tourisme, Channa Jayasumana (en) a été nommé ministre de la Santé, Nalaka Godahewa (en) a été nommé ministre des médias, Pramitha Tennakoon (en) a été nommé ministre des ports et de la navigation, Amith Thenuka Vidanagamage (en) a été nommé ministre des sports et de la jeunesse, Kanchana Wijesekera a été nommé ministre de l'énergie, Asanka Shehan Semasinghe (en) a été nommé ministre du commerce et du développement de Samurdhi, Janaka Wakkumbura (en) a été nommé ministre de l'agriculture et ministre de l'Irrigation, Vidura Wickremanayake (en) a été nommé ministre du travail, Mohan Priyadarshana De Silva (en) a été nommé ministre de l'approvisionnement en eau, Ramesh Pathirana a été nommé ministre de l'éducation et des industries des plantations, Wimalaweera Dissanayake (en) a été nommé ministre de la conservation de la faune et des ressources forestières et Ahamed Nazeer Zainulabdeen (en) a été nommé ministre de l'environnement,. Dans le nouveau portefeuille du gouvernement, la représentation féminine était complètement exclue, les 17 ministres étant des hommes. Ce gouvernement a également été contraint de démissionner dans l'après-midi du 9 juillet.

### Opposition
La gestion des manifestations par le gouvernement a été critiquée et condamnée par plusieurs politiciens de l'opposition. Le député de l'opposition de l'Alliance nationale tamoule MA Sumanthiran a condamné la gestion des manifestations par le gouvernement et a appelé le président Gotabaya Rajapaksa à annuler immédiatement la notification au journal. Sumanthiran a également exhorté ses collègues députés à rejeter le projet de loi sur l'état d'urgence. La députée de Samagi Jana Balawegaya (SJB), Harsha de Silva (en), a déclaré que le gouvernement avait perdu sa légitimité pour sa mauvaise gestion de la crise de la dette du pays. Le chef de l'opposition Sajith Premadasa a qualifié l'état d'urgence d'inconstitutionnel et a condamné le gouvernement pour violation de la loi. Premadasa a également appelé le Premier ministre indien Narendra Modi à intervenir dans la crise politique et économique sri-lankaise. Ranil Wickremesinghe, à l'époque ancien Premier ministre du Sri Lanka et député du Parti national uni (UNP), a également critiqué la gestion de la crise par les Rajapaksas et a exprimé son optimisme quant à la possibilité de mettre un terme à la politique nationaliste du Rajapaksa.
Le 6 avril, des membres du SJB ont brandi des pancartes et manifesté à l'intérieur du Parlement pour exiger la démission immédiate de Gotabaya Rajapaksa. Le parti SJB a déclaré qu'il essaierait de présenter une motion de censure au Parlement si le président et le premier ministre ne se retiraient pas,.
Le Samagi Jana Balawageya a organisé une marche de protestation portant le slogan "La lutte pour la liberté". Commencée le 26 avril 2022 depuis Kandy, il était prévu que la destination finale en soit Colombo le 1er mai 2022,.

### International
Le Conseil des droits de l'homme des Nations Unies a déclaré qu'il suivait de près la situation, affirmant : "La dérive vers la militarisation et l'affaiblissement des freins et contrepoids institutionnels au Sri Lanka ont affecté la capacité de l'État à lutter efficacement contre la crise économique".
L'Union européenne a elle aussi annoncé qu'elle surveillait la situation et les développements récents au Sri Lanka, déclarant : "Nous soulignons l'extrême urgence de la situation, qui oblige les autorités à entamer des discussions approfondies avec le Fonds monétaire international sur les réformes nécessaires pour ramener l'économie sri-lankaise sur une voie durable". La délégation de l'UE ainsi que les missions diplomatiques des États membres de l'UE ont publié une déclaration conjointe le 8 avril.
La coordonnatrice résidente des Nations unies au Sri Lanka Hanaa Singer et l'ambassadrice des États-Unis au Sri Lanka Julie Chung ont condamné la fusillade à Rambukkana et ont exhorté au maintien de la paix, de la loi et de l'ordre,.
L'ambassadeur d'Allemagne au Sri Lanka, Holger Seubert, a salué les manifestations pour s'être déroulées de manière pacifique. Il a comparé les manifestations à celles qui se sont produites lors de la réunification allemande de 1989-1990.
Le pape François a lancé un appel aux autorités sri-lankaises pour qu'elles "écoutent les aspirations du peuple" et a déclaré : "J'offre une pensée particulière au peuple sri-lankais, en particulier aux jeunes, qui ces derniers temps ont fait entendre leur cri face aux défis et problèmes sociaux et économiques du pays".
Le secrétaire d’État américain Antony Blinken appelle le Parlement à « résoudre cette situation pour le bien du pays, et non pas d’un parti politique », tandis que le FMI déclare espérer un « règlement rapide » de la situation pour permettre « la reprise de notre dialogue ».

## Départs vers des pays étrangers
Plusieurs rapports faisant état de membres et d'associés de la famille Rajapaksa fuyant le pays ont émergé pendant les manifestations. Le 3 avril, il a été signalé qu'un groupe de neuf personnes, dont l'épouse et la belle-famille de Namal Rajapaksa, avaient fui le pays. Le beau-père de Namal avait été nommé directeur de la société d'État Airport and Aviation (Services) Sri Lanka Limited. Le 4 avril, Nissanka Senadhipathi, proche allié des Rajapaksa et président de l'Avant Garde SMP, se serait enfui aux Maldives avec les membres de sa famille à bord du vol UL-102 de Sri Lankan Airlines. Le 5 avril, l'ancien vice-ministre Nirupama Rajapaksa et la nièce du Premier ministre Mahinda Rajapaksa, qui a été mêlée au scandale des Pandora Papers, a également fui le pays pour Dubaï.
Le 7 avril, le tribunal de première instance de Colombo a rendu une ordonnance interdisant à l'ancien gouverneur de la banque centrale du Sri Lanka, Ajith Nivard Cabraal, de quitter Sri Lanka jusqu'au 18 avril. L'ordonnance du tribunal a été rendue sur la base d'une affaire déposée par l'activiste politique Keerthi Tennakoon contre Cabraal concernant le détournement et l'utilisation abusive de fonds publics qui ont conduit à une crise économique massive au Sri Lanka.
Il a été rapporté que le 16 avril 2022, Basil Rajapaksa a été testé positif au COVID-19 et a été hospitalisé pour traitement,. Cependant, les spéculations et les rumeurs allaient bon train selon lesquelles Basil Rajapaksa aurait finalement quitté Colombo pour Dubaï le 16 avril 2022 via le jet privé nommé N750GF. Cependant, les informations selon lesquelles Basil aurait fui le pays ont été réfutées et les médias ont confirmé que le jet privé qui avait quitté l'aéroport de Ratmalana le 16 avril appartenait au créateur de mode et millionnaire britannique George Davies (en).
Le président de la Housing Development Authority et ancien député Duminda Silva (en) est parti pour Singapour le 7 mai. Silva a été reconnu coupable du meurtre d'un politicien rival et de ses partisans en 2011 et avait été condamné à mort en 2016, mais a été gracié par Gotabaya Rajapaksa en 2021. Le 9 mai 2022, Yoshitha Rajapaksa (en), le deuxième fils de Mahinda Rajapaksa et son chef d'état-major par intérim, a quitté le pays avec sa famille. Le 13 mai 2022, les médias locaux ont rapporté que le ministre d'État chargé du développement des routes rurales, Pillayan (en), avait fui en Malaisie après la démission de Mahinda Rajapaksa. Pillayan avait été inculpé et arrêté pour le meurtre d'un député rival, mais a été acquitté après que le procureur général eut retiré les charges retenues contre lui après la victoire électorale de Gotabaya Rajapaksa,.
Le 8 juillet, l'épouse de Namal Rajapaksa, Limini Weerasinghe et son fils, quittent à nouveau le pays pour la France via Singapour. Cependant, Namal Rajapaksa a nié les affirmations selon lesquelles elle aurait fui via un tweet et a montré sa frustration face à l'incident signalé comme une édition spéciale par un journal local.
Le 12 juillet, Basil Rajapaksa, qui a tenté de fuir le pays via l'aéroport international Bandaranaike, a dû faire demi-tour, car il a été accueilli par de vives protestations à l'aéroport. Les agents d'immigration et d'émigration rattachés aux départs de la route de la soie, qui assure un service dédié aux VIP, se sont également retirés de leurs fonctions. Le même jour, The Hindu a rapporté que les États-Unis avaient rejeté la récente demande de visa du président Rajapaksa.
Le 13 juillet, Gotabaya Rajapaksa a fui le pays dans un avion de la SLAF et est arrivé aux Maldives. Le 15 juillet, la Cour suprême a émis une interdiction de voyager temporaire contre Mahinda Rajapaksa et Basil Rajapaksa, leur interdisant de quitter le pays par avion jusqu'au 28 juillet.